# Aulocopium
Aulocopium är ett fossilt släkte av svampdjur.
Aulocopium förekommer som fossil på Gotland, men inte i kalkstensavlagringar utan i moränen, och har transporterats från överordovisiska lager på Östersjöns botten norr om ön.
Vissa arter har levat som solitärer, bildande upp till 15 centimeter stora kiselbollar, medan andra såsom Aulocopium compositum bildat kolonier av sammanklumpade individer.